# 사랑은 언제나 진행 중
《사랑은 언제나 진행 중》(영어: The Rebound)은 2009년 공개된 미국의 로맨틱 코미디 영화이다. 캐서린 지타존스, 저스틴 바사 등이 출연하였다.

## 줄거리
남편의 불륜으로 이혼한 여주인공은 15살 연하인 25살 남주인공에게 두 아이의 베이비시터 일을 맡기면서 가까워진다.

## 출연
- 캐서린 지타존스
- 저스틴 바사
- 켈리 굴드
- 아트 가펑클
- 존 슈나이더
- 마르셀 시모노
- 조애나 글리슨
- 린 휫필드
- 스테퍼니 쇼스택
- 앨리스 플레이튼
- 샘 로바즈
- 앤드루 체리
- 제이크 체리
- 스카이 잭슨
- 사데트 악소이
- 마이클 처너스

## 기타 제작진
- 라인 제작: 앙토냉 드데, 아너딜 호세인
- 총괄 제작: 딜로이 귈륀
- 공동 제작: 로리 키스 더글러스
- 배역: 더글러스 에이블
- 미술: 포드 휠러
- 세트: 캐럴린 카트라이트
- 의상: 멀리사 토스